# Фредерік I Афінський
Фредерік I (ісп. Federico I de Atenas; бл. 1340 — 11 липня 1355) — 11-й герцог Афінський і Неопатрії в 1348—1355 роках.

## Життєпис
Походив з Барселонської династії. Син Жана II, герцога Афін і Неопатрії, та Чезарії ді Ланціа. Народився близько 1340 року. У 1348 року після смерті батька успадкував герцогства. У 1349 році регент Сицилії, Бласко II де Алагон запропонував Фредеріку I відвідати Афін задля закріплення позицій монарха. На той час Афінське герцогство воювало проти Генуезької республіки на боці Венеції. Крім цього, країна все частіше піддавалася набігам турецьких корсарів. Також місцеві барони були невдоволені діяльністю генерального вікарія (намісника) Рамона Бернарді.
Втім підготовка затягнулася через війну з Неаполем протягом 1349—1350 років. 1355 року герцог помер під час епідемії чуми. Його було поховано в соборі Св. Агати в Палермо. Усі його володіння і титули перейшли до стриєчного брата — короля Фредеріка III.